# Maldoror
Maldoror era un proyecto musical de Mike Patton, de Faith No More y Masami Akita, el artista japonés conocido como Merzbow.
Maldoror fue el resultado de una mezcla entre el aburrimiento, las circunstancias y el destino. Durante 1997, Mike Patton estuvo unos días de gira en Australia con Faith No More. Fue durante ese tiempo que se interesó por el estilo de música Japanese Noise y especialmente por Masami Akita (que bajo el seudónimo Merzbow había publicado más de 200 canciones). Mike se puso en contacto con Masami, y juntos hicieron shows improvisados en Australia. Estos inspiraron una sesión de grabación, llevada a cabo en ese mismo año. Mike pasó algún tiempo en su casa, tratando de organizar el caos de las grabaciones. Con gigantes bloques de sonido improvisado y algunas muestras, a partir de música de caricaturas y sonidos crearon sus "canciones". 
El nombre Maldoror viene de un poema del siglo XIX titulado Les Chants de Maldoror (Los Cantos de Maldoror), escrito por el Conde de Lautréamont, seudónimo del escritor Isidore Lucien Ducasse.

## Discografía

### Álbumes de estudio
- 1999: "She" (Ipecac Recordings)